# Huor
Huor es un personaje ficticio que pertenece al legendarium creado por el escritor británico J. R. R. Tolkien y que aparece en su novela póstuma El Silmarillion. Es un hombre perteneciente a la casa de Hador de los Edain. Era hijo de Galdor de Dor-Lómin y padre de Tuor. 

## Historia
A la edad de trece años fue con su hermano Húrin a la guerra contra los Orcos y su Compañía fue separada del resto de los hombres en Brithiach y de allí con la ayuda de Ulmo (quien levantó una densa niebla que les permitió escapar) pasaron a Dimbar región en la que erraron sin rumbo hasta que Thorondor, señor de las águilas, mando a unas compañeras a rescatarlos y los llevaron a Gondolin; en donde Turgon los recibió con honores y en donde moraron por más de un año hasta que le pidieron al Rey que los dejaran ir puesto que querían continuar la guerra, y partieron sin revelar a nadie la localización de Gondolin y jurando mantener el secreto. 
Muerto en la Nírnaeth Arnoediad en el año 473 de la Primera Edad del Sol cuando decidió, junto a Húrin cubrir la retirada de Turgon en el Marjal de Serech, allí cayó con su ojo atravesado por una flecha, y yació en Haudh-en-Ndengin en el yermo de Anfauglith a donde fueron llevados todos los cadáveres de los derrotados en la Quinta Batalla.